# كاتدرائية الثالوث في بسكوف
كاتدرائية الثالوث (بالروسية: Свято-Троицкий собор) هي مبنى ديني أرثوذكسي لأبرشية بسكوف منذ 1589. وهي جزء من بيسكوف الكرملين.
في الفترة السوفيتية، كانت الكاتدرائية جزءًا من حركة الكنيسة الحية (Living Church) المنشقة في عشرينيات القرن الماضي قبل إغلاقها في ثلاثينيات القرن العشرين، وفي ذلك الوقت تحولت إلى متحف. أعيد فتحها ككنيسة خلال الاحتلال النازي، وظلّت مفتوحة بعد الحرب.
الكاتدرائية يبلغ ارتفاعها 256 قدم وتحتوي على مقابر الأمراء القديسين (Vsevolod Mstislavich) (المعروف أيضا باسم Gavril، توفي عام 1138) و Dovmont (توفي عام 1299).

## صور

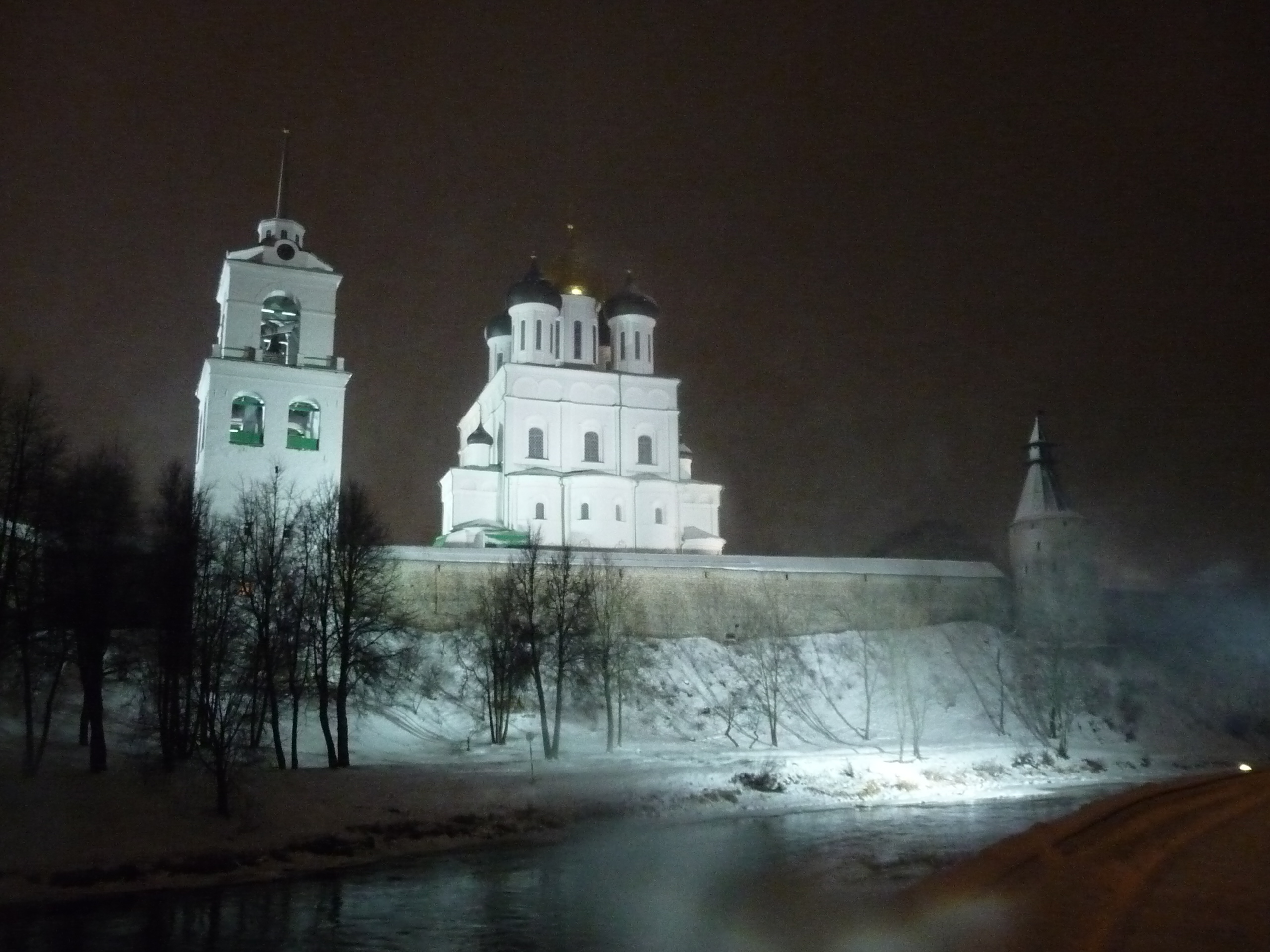
الكاتدرائية في الليل
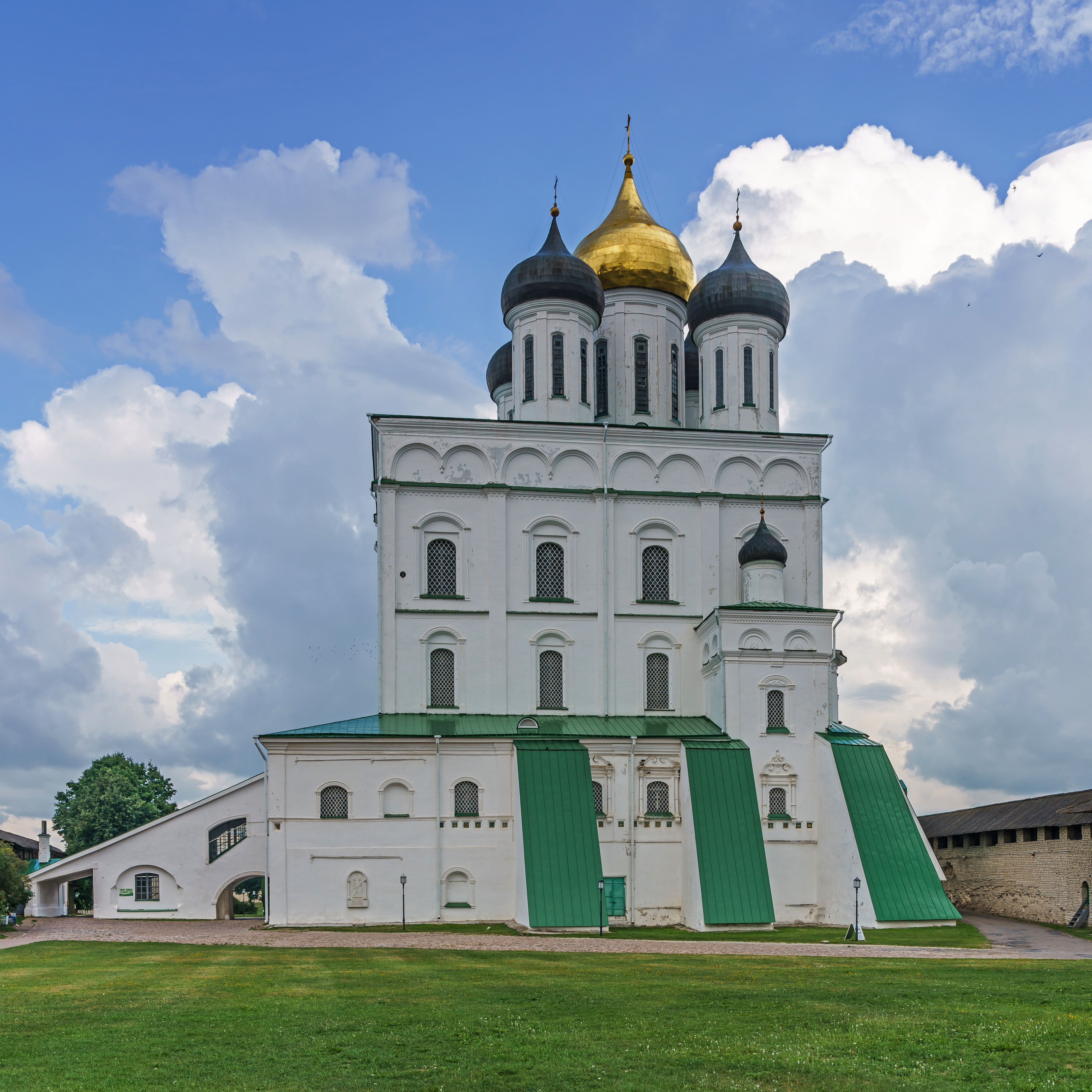
منظر عن قُرب
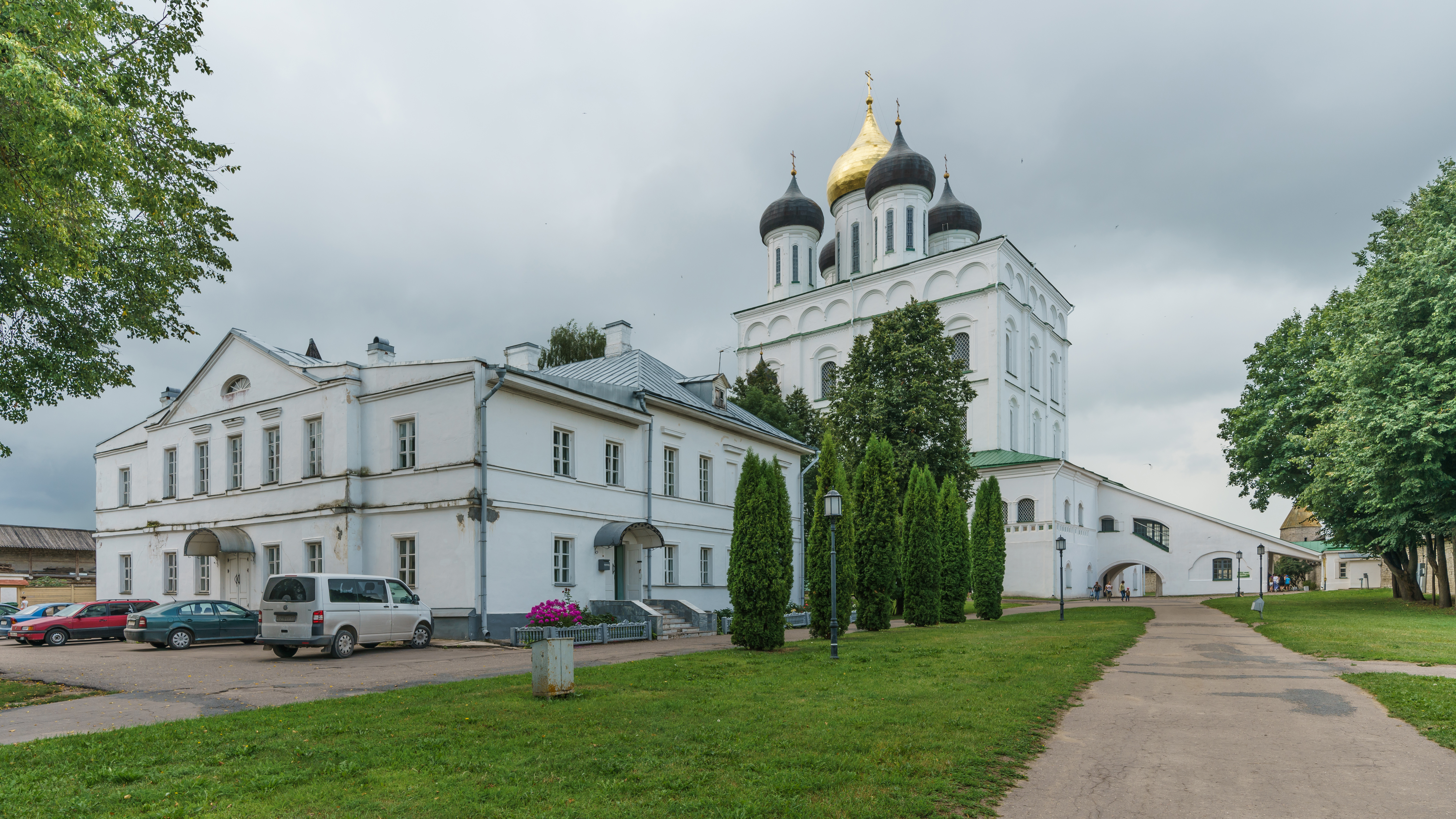
منظر من بيسكوف الكرملين
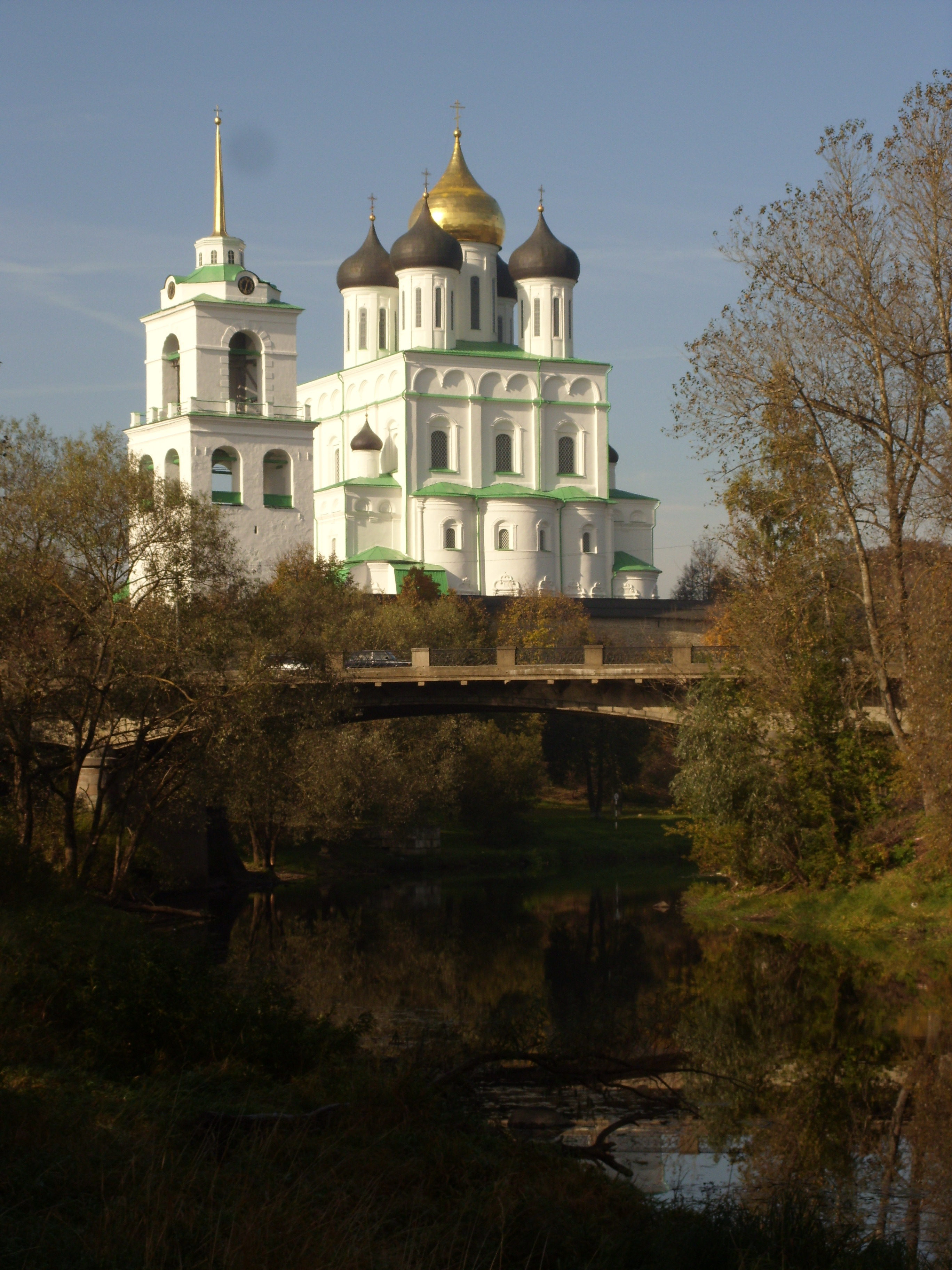
منظر من بسكوف
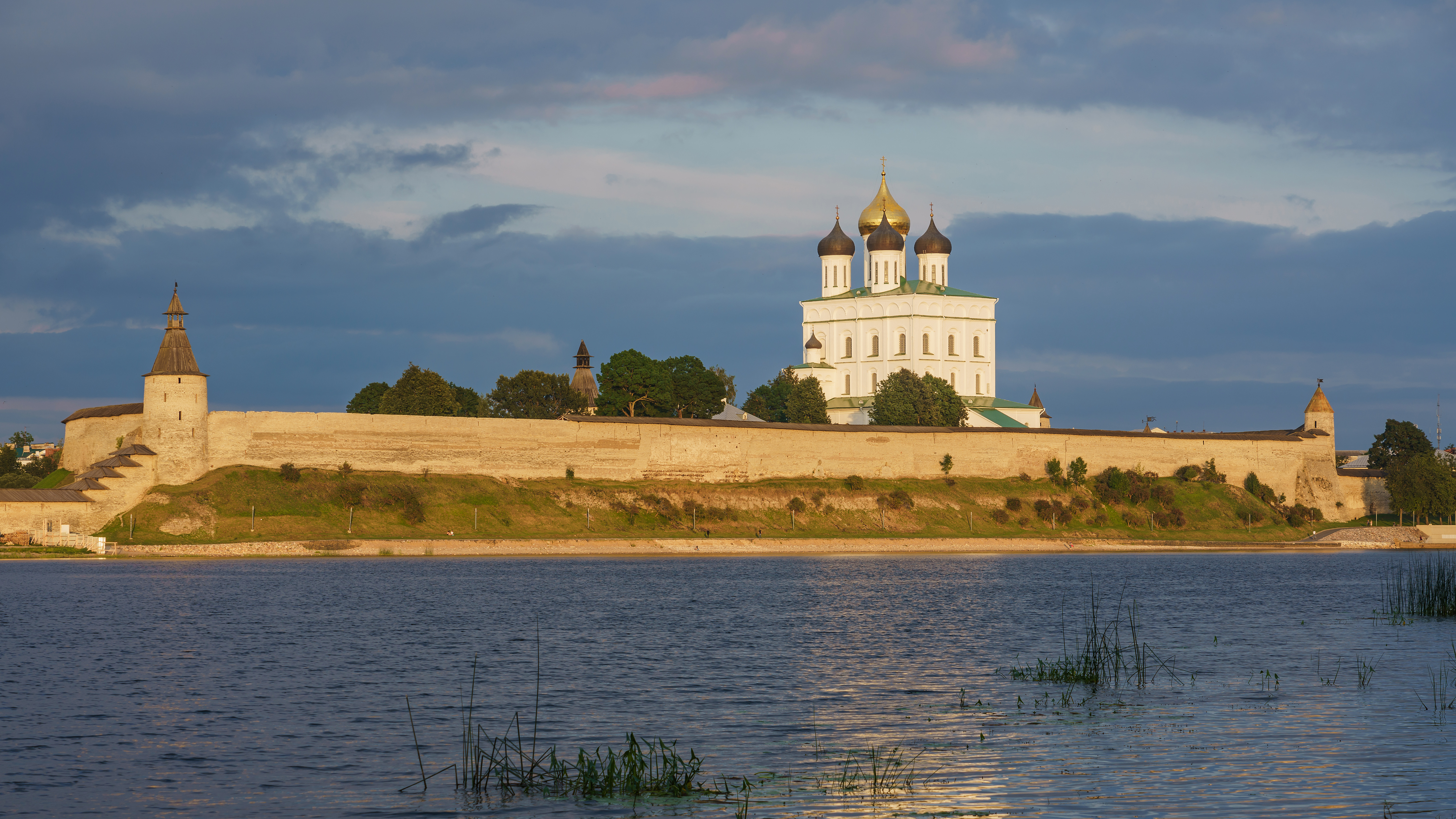
منظر من نهر فيليكايا Vélikaïa
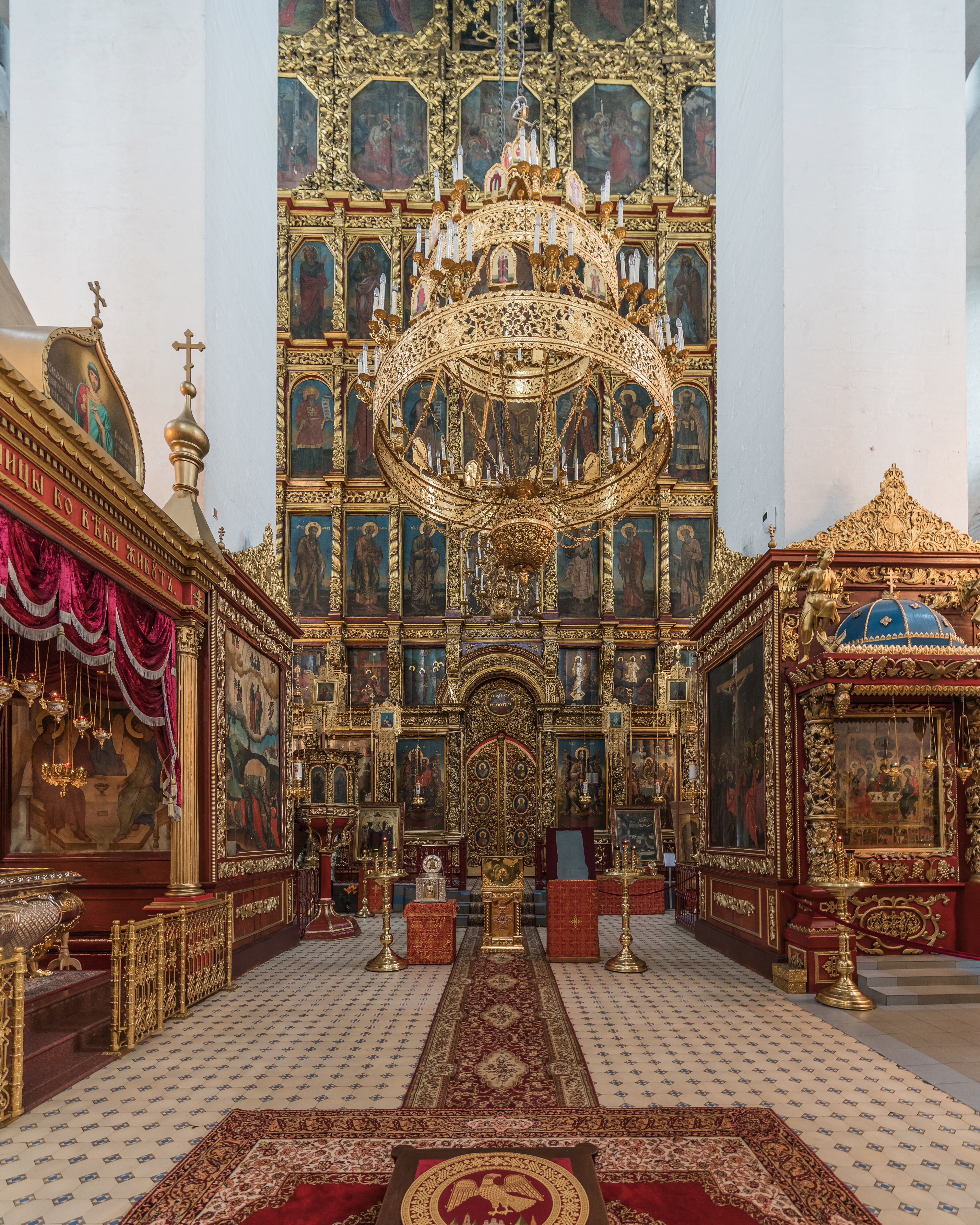
الحاجز الأيقوني للكاتدرائية